# 永遠 (近畿小子)
永遠《永遠に》是日本二人組合近畿小子的第26張單曲。於2007年9月12日由傑尼斯娛樂唱片公司發行。

## 解説
此張單曲是在距離正式發售日一個月前的8月8日，才對外公開發行消息的。時間之緊湊，被外界認為是緊急發售的一張單曲。
單曲中收錄的歌曲《淚、飄零》是朝日電視台2007年7月27日開始播映的深夜連續劇《壽司王子》主題曲。這是KinKi Kids繼2003年單曲《薄荷糖》以來，相隔4年的連續劇主題曲。若以堂本光一主演的連續劇來推算，則是繼2002年的《solitude~真實的告別~》之後，相隔約5年再度搭配電視連續劇。他們也以這首輕快的舞曲，在同年9月14日放送的音樂節目《Music Station》中，披露了久違的舞蹈表演。此外，這也是第一次以單曲內收錄的歌曲（c/w曲），而非使用A面主打歌來當連續劇的主題曲。
A面曲《永遠》則是為了紀念KinKi Kids出道十周年，由日本知名創作歌手德永英明量身打造的優美情歌。象徵了出道十周年的歷程，以及邁向未來的全新開始，彷彿有『再一次出道』的意義。兩人曾表示，希望這首歌能像十年前兩人的出道曲《玻璃少年》一樣歷久彌新，經過10年、20年後再聽一樣動人。
這次初回版封面採用藍色箭頭、通常版則是紅色箭頭，由封面左下角朝右上方前進，左下角並印上KinKi Kids的字樣，而沒有寫上單曲名稱，這也是他們的單曲封面第一次沒有使用藝人的照片。到（含）上一張單曲為止，過去只有通常版採用了薄型的包裝，這次則連初回版也採用10㎜的薄型包裝發售。
不過，這張單曲仍延續了以往的好成績，發行首週即登上Oricon銷量榜第一名，將出道以來單曲連續奪冠的金氏記錄推向26張。

## 名稱
- 日語原名：永遠に
- 中文意思：永遠
- 香港正東譯名：--
- 台灣艾迴譯名：永遠

## 收錄歌曲

### 初回版
1. 永遠
  - 作曲：德永英明
  - 作詞：Satomi
  - 編曲：CHOKKAKU
  - 和音編排：竹内浩明
2. 淚、飄零（涙、ひとひら）堂本光一主演《スシ王子》主題曲
  - 作曲、作詞：井手功二
  - 編曲：鈴木雅也
3. 夢幻鄉愁（夢幻ノスタルジー）
  - 作曲：日比野裕史
  - 作詞：leonn
  - 編曲：中野雄太＆日比野裕史
4. 永遠 (Backing Track)
  - 作曲：德永英明
  - 編曲：CHOKKAKU

### 通常版
1. 永遠
2. 淚、飄零
3. 旅程 ～you're my buddy.～（旅路 ～you’re my buddy.～）
  - 作曲：齊藤英夫
  - 作詞：紅茉來鈴
  - 編曲：U-SKE